# Avenue Aristide-Briand (Bourg-la-Reine)
Pour les articles homonymes, voir Avenue Aristide-Briand.
L’avenue Aristide-Briand est une voie de communication de Bourg-la-Reine dans les Hauts-de-Seine.

## Situation et accès
Située au nord de la commune, elle démarre à droite de la départementale 920 (avenue du Général-Leclerc), à hauteur du numéro 21 en direction de la Poterne des Peupliers, sans changer de nom sur le territoire de Cachan. Elle mesure sur le territoire de Bourg-la-Reine 273 mètres, et rencontre à sa droite l'avenue Mirabeau, puis à sa gauche la rue du Président-Roosevelt.
Elle se termine à la limite de Cachan, dans l'axe de l'avenue du Président-Wilson.

## Origine du nom

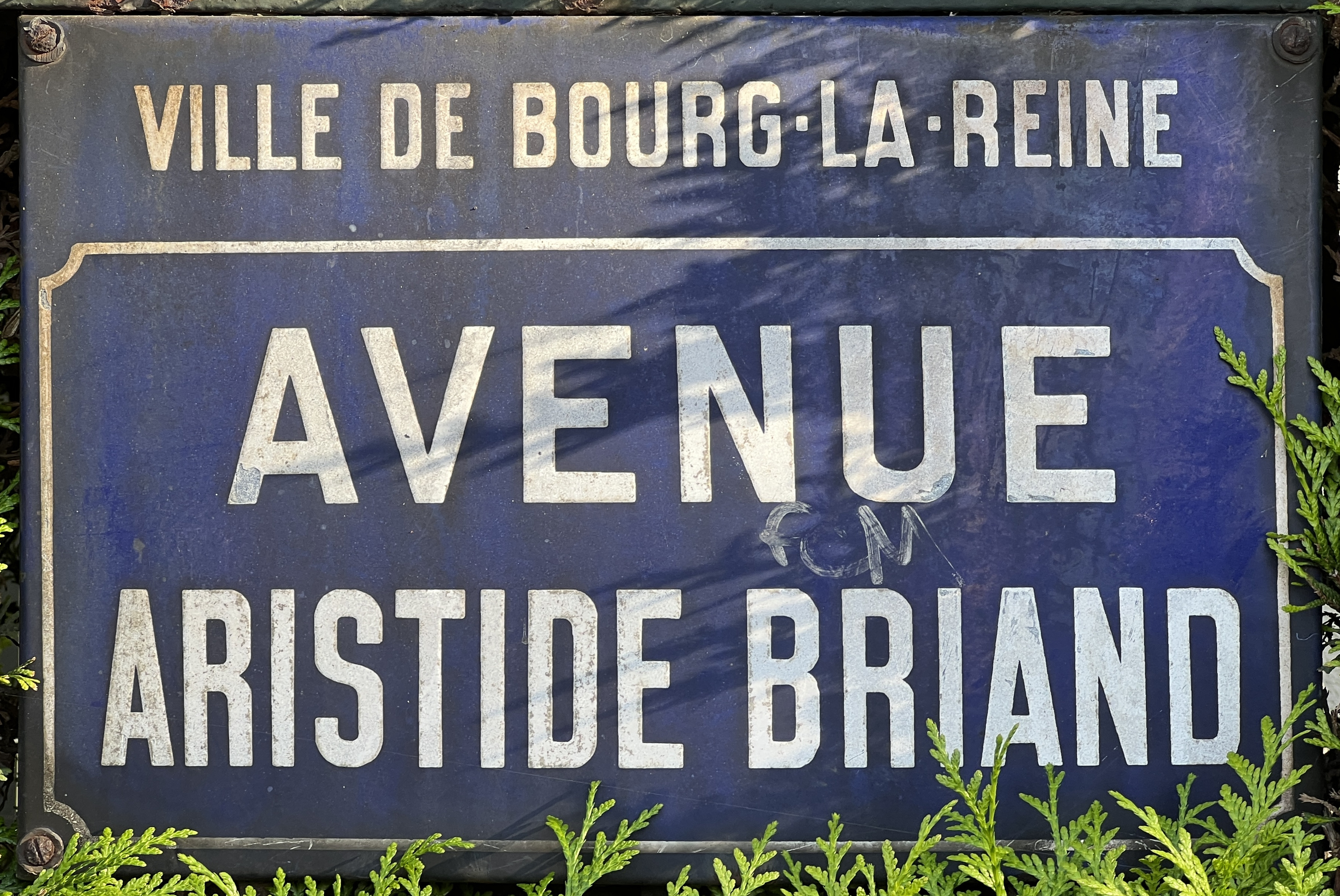
Plaque de l'avenue.

C'est sous le mandat du maire Alfred Nomblot horticulteur, maire de 1920 à 1940 qu'elle prit son nom actuel, en hommage à Aristide Briand, né à Nantes en 1862, et mort à Paris en 1932. Ministre des Affaires étrangères de 1925 à 1932, onze fois Président du Conseil sous la IIIe République, il signe les accords de Locarno en 1925, visant à une détente avec l'Allemagne. Prix Nobel de la Paix en 1926 avec Gustav Stresemann (1878-1929), homme politique allemand, né et mort à Berlin.

## Historique
Ce chemin de Cachan à Bourg-la-Reine existait déjà avant la Révolution et traversait des parcelles de terre appartenant à des Scéens. Dans les années 1850 elle desservait les terrains de l'entreprise horticole de monsieur Jamin. Elle fut bientôt empierrée, avec des trottoirs aménagés de caniveaux, bordée de deux rangées d'arbres en 1897.

## Bâtiments remarquables et lieux de mémoire
- no 1 : maison de Ferdinand Jamin, construite en 1867 (c'est le 21 avenue du Général-Leclerc (Bourg-la-Reine))
- no 4 : maison de l'architecte Léon Azéma, construite par ses soins en 1937
- no 11 : logements sociaux construits sur le terrain de Ferdinand Jamin horticulteur